# گردش خون مداوم جنین
فشارخون ریوی پایدار نوزادی (انگلیسی: Persistent Pulmonary Hypertension of the Newborn یا PPHN) یا گردش‌خون پایدار جنینی (Persistent Fetal Circulation یا PFC) یک بیماری خطرناک دوره نوزادی است که ممکن است منجر به آن شود که پس از تولد اکسیژن کافی به نوزاد نرسد. هنگامی که گذار از گردش خون جنینی به گردش خون طبیعی به درستی رخ ندهد، PPHN ایجاد خواهد شد. به دنبال آن میانگین فشارخون ریوی نوزاد بالا می‌رود که باعث افزایش فشار (پس‌بار) به بطن راست قلبی می‌گردد. یعنی قلب نوزاد باید در برابر مقاومت بیشتری اقدام به پمپاژ خون کند که برای قلب دشوارتر است.

## تاریخچه
این بیماری اولین بار توسط ویلیام هاروی پزشک مشهور انگلیسی و کاشف دستگاه گردش خون، با نام «تولدهای نارس بشری» در سال ۱۶۲۸ شرح داده شد.

## اپیدمیولوژی
این بیماری ۲ درصد از تمام تولدها را تحت تأثیر قرار می‌دهد و شیوع نوع شدید آن به تعداد ۲ نوزاد در هر ۱۰۰۰ تولد تخمین زده می‌شود.

## عوارض بیماری
نرسیدن اکسیژن کافی به نوزاد منجر به ایجاد شرایطی از جمله هایپوکسی، آسیفکسی، ایجاد بیماری مزمن ریوی، استعداد بیشتر برای عفونت‌های بیمارستانی می‌گردد و در صورت عدم موفقیت در درمان منجر به مرگ نوزاد خواهد شد.

## درمان
درمان این بیماری پیچیده‌است و شامل بستری در بخش مراقبت‌های ویژه نوزادان (NICU)، استفاده از سورفکتانت، نیتریک اکسید و ECMO است.